# Kościół św. Floriana i Wniebowzięcia Najświętszej Maryi Panny w Wąchocku
Kościół świętego Floriana i Wniebowzięcia Najświętszej Maryi Panny w Wąchocku – rzymskokatolicki kościół parafialny należący do parafii pod tym samym wezwaniem (dekanat Starachowice-Północ diecezji radomskiej).

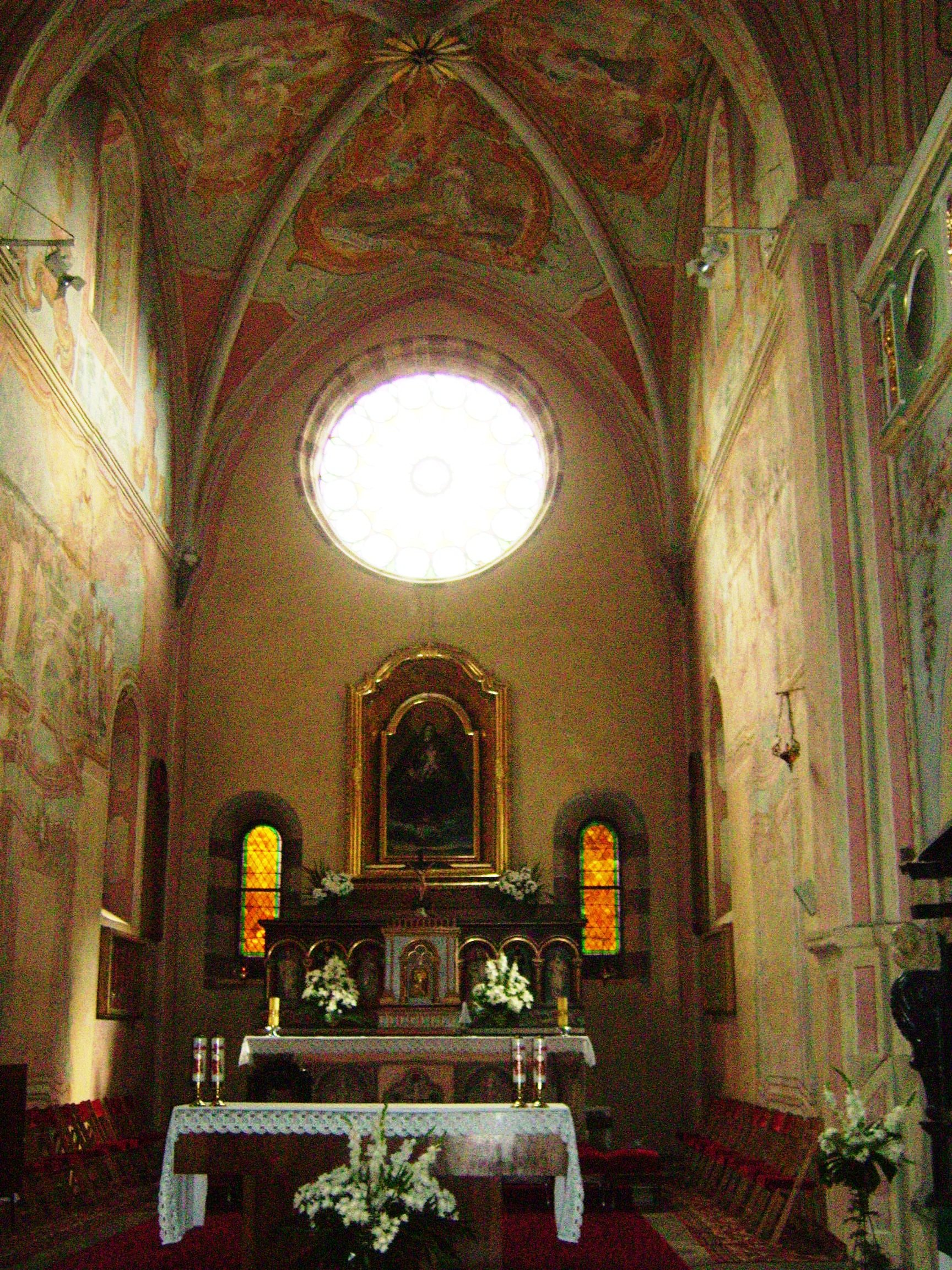
Prezbiterium

Kościół jest częścią opactwa Cystersów. Monumentalny zespół klasztorny powstał na początku XIII wieku. Pierwotnie reprezentował zespół romański, następnie był przebudowywany w XVI, XVIII i XIX wieku. Kościół i klasztor nie zachowały się w pierwotnym kształcie do dziś, jednakże całość posiada stosunkowo dobrze zachowaną formę pierwotnych fragmentów o typowym założeniu cysterskim. W czasie II wojny światowej zespół poważnie ucierpiał. Po II wojnie światowej, w latach czterdziestych i pięćdziesiątych XX wieku, zespół został odbudowany z funduszy kościelnych i państwowych. Cystersi powrócili do Wąchocka w 1951 roku. W 1987 roku odbyła się uroczystość sprowadzenia do klasztoru prochów majora Jana Piwnika „Ponurego”, natomiast w dniach 10–12 czerwca 1988 roku odbył się jego symboliczny pogrzeb. Świątynia jest bazylikowa, trzynawowa, wybudowana na planie krzyża łacińskiego, wzniesiona w stylu romańskim, z niewielkimi dodatkami w stylach gotyckim i barokowym. Budowla jest orientowana, zbudowana z dwubarwnych ciosów piaskowca w barwie szarej i rdzawej o układzie poziomym pasów, wnętrze nakryte jest sklepieniami krzyżowo-żebrowymi, pochodzącymi z pierwszej połowy XIII wieku. Wnętrze świątyni było malowane wielokrotnie na przełomie dziejów. Główny portal od strony zachodniej został wykonany z kamienia i powstał w pierwszej połowie XIII wieku, z kolei portal prowadzący do zakrystii powstał w połowie XVII wieku. Ołtarz główny w stylu neoromańskim pochodzi z 1894 roku.